# Октябрьское (Оконешниковский район)
Октябрьское — упразднённая деревня в Оконешниковском районе Омской области России. Входитла в состав Красовского сельского поселения. Исключена из учётных данных в 2020 г.

## История
В соответствии с Законом Омской области от 30 июля 2004 года № 548-ОЗ «О границах и статусе муниципальных образований Омской области» деревня вошла в состав образованного муниципального образования «Красовское сельское поселение».

## География
Расположена на юго-востоке региона, в пределах Западно-Сибирской равнины.

## Население
| 2002 | 2010 |
| ---- | ---- |
| 26   | ↘0   |

## Инфраструктура
Было развито личное подсобное хозяйство.

## Транспорт
Просёлочные дороги.